# Correlazione digitale di immagini
La correlazione digitale di immagini o correlazione di immagini digitali, spesso nota con l'acronimo inglese DIC (Digital image correlation), è un metodo ottico basato sull'analisi di immagini digitali al fine di ottenere misure 2D e 3D di spostamento e deformazione delle superfici, o in generale degli oggetti, presenti nel campo inquadrato. Rispetto a tecniche di misura basate su trasduttori di spostamento e deformazione (estensimetri), che forniscono misure di tipo puntuale, la DIC permette di ottenere simultaneamente informazioni su un numero elevato di punti in una regione di interesse, ossia consente misure di campo (discreto) delle quantità di interesse. Un ulteriore vantaggio di questa tecnica è la caratteristica di non prevede il contatto tra lo strumento e il misurando.

## Panoramica

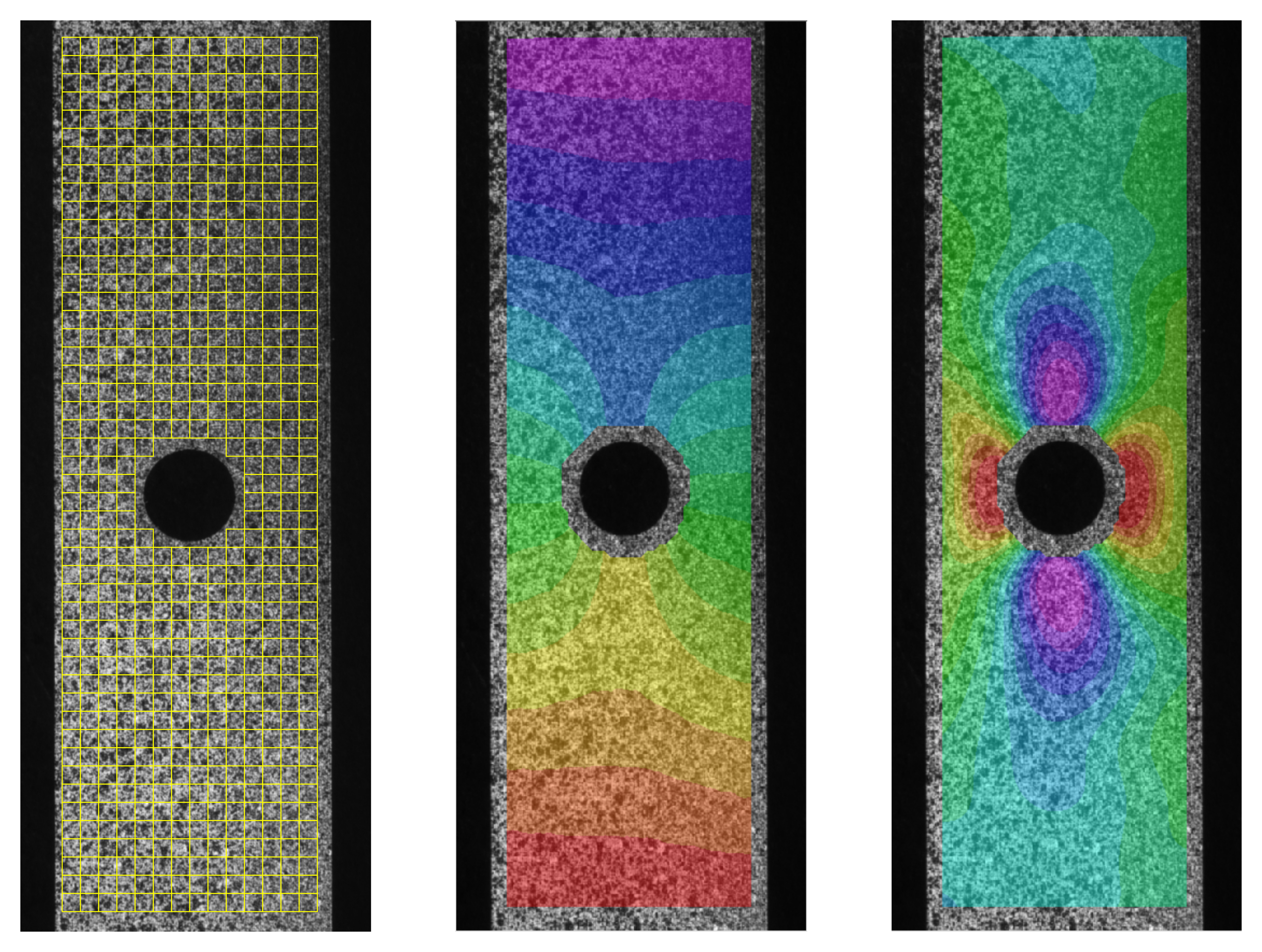
Esempio di definizione dei subset nella tecnica DIC (sinistra) e dei campi di spostamento (centro) e deformazione (destra) ottenuti dall'analisi di una serie di immagini

La tecnica DIC è impiegata per identificare e misurare movimenti e cambiamenti di forma in superfici e in oggetti. Si basa sull'analisi di più immagini digitali che rappresentano diversi stati dell'oggetto della misura (ad esempio diversi stati di deformazione di una struttura dovuti all'applicazione di diversi livelli di carico). Il concetto alla base della tecnica è quindi il confronto tra un'immagine che rappresenta lo stato di riferimento e una o più immagini che rappresentano gli stati "deformati" o correnti. La comparazione viene realizzata attraverso divisione dell'immagine di riferimento in porzioni (eventualmente sovrapposte), dette in inglese subset, e sulla ricerca di ciascuna di queste nelle immagini correnti. Tale ricerca è concettualmente effettuata cercando la posizione di massima correlazione tra il subset originale e l'immagine corrente. La tecnica permette quindi di ottenere un valore di spostamento per ciascun subset, definendo globalmente una mappa discreta che rappresenta il comportamento dell'intera regione di interesse. Il passo della mappa finale dipende dalla dimensione e dall'eventuale sovrapposizione dei subset, la cui scelta è strettamente collegata alle caratteristiche dell'oggetto e dell'immagine dell'oggetto stesso.
Le immagini digitali impiegate sono comunemente immagini di intensità luminosa nel campo del visibile, ossia sostanzialmente fotografie ottenute con camere dotate di sensori CMOS o CCD. Tuttavia la tecnica è di fatto applicabile a qualsiasi tipologia di immagine che rappresenti l'oggetto della misura. Possono essere impiegate, ad esempio, immagini ottenute con sensori basati sull'acquisizione di altre radiazioni elettromagnetiche (come raggi X e gamma) o onde sonore.
La possibilità di utilizzare la correlazione incrociata per misurare traslazioni all'interno di insiemi di dati, è nota da molto tempo e, nel caso delle immagini digitali, le prime applicazioni per la stima di spostamenti risalgono agli anni '70. In ambito meccanico, gran parte del lavoro iniziale sulla tecnica DIC è stato condotto dai ricercatori dell'Università della Carolina del Sud all'inizio degli anni '80 ed è stato successivamente ottimizzato e migliorato. A partire dal 2000 la DIC ha poi visto un crescente interesse e un rapido sviluppo, soprattutto grazie alla sempre maggior disponibilità di potenza di calcolo a costo contenuto.

## Principio di funzionamento
La derivazione della mappa di spostamento tra l'immagine di riferimento e le immagini deformate è basata sulla definizione di subset, ciascuno dei quali rappresenta una porzione dell'intera regione d'interesse da analizzare. Ciascun subset è tendenzialmente piccolo, ma la dimensione effettiva può variare molto in base al tipo di immagine e di superficie inquadrata. I subset vengono definiti nell'immagine di riferimento e ci si aspetta che gli stessi siano ancora presenti nelle immagini correnti, in posizione diversa ed eventualmente deformati. Nel momento in cui si verifica la corrispondenza di un subset nell'immagine corrente, è possibile definire lo spostamento rispetto alla posizione originale nell'immagine di riferimento. La DIC fornisce in questo senso un metodo per la ricerca accurata della corrispondenza tra subset.

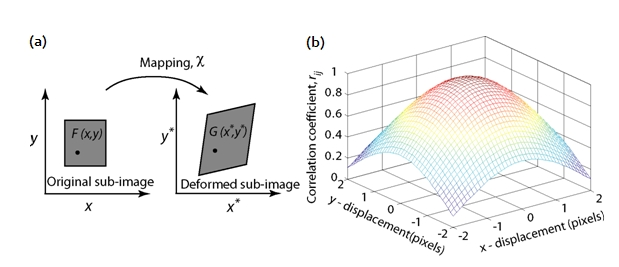
Concetto di spostamento e deformazione di un subset (sinistra) e esempio di funzione di correlazione (destra)

### Determinazione del campo di spostamenti
La ricerca delle corrispondenze tra subset è generalmente effettuata considerando la loro possibilità di deformarsi. Se si considera il caso di immagini bidimensionali, i punti che definiscono un subset nell'immagine di riferimento possono essere rappresentati dalle coordinate {\displaystyle (x_{i},y_{j})} in uno spazio cartesiano bidimensionale. Indicando i punti corrispondenti nell'immagine corrente con le coordinate {\displaystyle (x_{i}^{*},y_{j}^{*})},  se la deformazione del subset è sufficientemente piccola e perpendicolare all'asse ottico della fotocamera, la relazione tra {\displaystyle (x_{i},y_{j})} e {\displaystyle (x_{i}^{*},y_{j}^{*})} può essere approssimata mediante una trasformazione affine 2D come:
{\displaystyle x_{i}^{*}=x_{i}+u+{\frac {\partial u}{\partial x}}(x_{i}-x_{c})+{\frac {\partial u}{\partial y}}(y_{j}-y_{c})}
{\displaystyle y_{j}^{*}=y_{j}+v+{\frac {\partial v}{\partial x}}(x_{i}-x_{c})+{\frac {\partial v}{\partial y}}(y_{j}-y_{c})}
dove {\displaystyle (x_{c},y_{c})} sono le coordinate del centro del subset e {\displaystyle u} e {\displaystyle v} sono le incognite del problema ovvero le traslazioni del centro del subset rispettivamente nelle direzioni {\displaystyle x} e {\displaystyle y}.
Il movimento del subset è quindi definito in totale da un vettore {\displaystyle \mathbf {p} } di sei parametri, le cui componenti sono i due spostamenti {\displaystyle u} e {\displaystyle v} e le loro deformazioni, matematicamente le loro derivate:
{\displaystyle \mathbf {p} :=\left(u,v,{\frac {\partial u}{\partial x}},{\frac {\partial u}{\partial y}},{\frac {\partial v}{\partial x}},{\frac {\partial v}{\partial y}}\right)}
Di fatto la ricerca della corrispondenza si traduce quindi nell'idenfificazione, per ciascun subset, del vettore dei parametri incogniti {\displaystyle \mathbf {p} }. Tale identificazione viene effettuata ottimizzando un'opportuna funzione di costo dipendente da {\displaystyle \mathbf {p} }.
La funzione di costo impiegata rappresenta la somiglianza tra i punti dell'immagine di riferimento e i punti nell'immagine corrente. Tale somiglianza è definita sulla base dei valori di intensità (livello di grigio, nel caso delle immagini ottiche convenzionali) associati a ciascun punto del subset, ossia sulla base dei valori assunti dalle funzioni scalari {\displaystyle F(x_{i},y_{j})} e {\displaystyle G(x_{i}^{*},y_{j}^{*})} che rappresentano rispettivamente l'immagine di riferimento e l'immagine corrente. Se i punti {\displaystyle (x_{i},y_{j})} e {\displaystyle (x_{i}^{*},y_{j}^{*})} sono corrispondenti, cioè rappresentano effettivamente lo stesso punto fisico, le funzioni {\displaystyle F(x_{i},y_{j})} e {\displaystyle G(x_{i}^{*},y_{j}^{*})} devono assumere lo stesso valore. Le funzioni di costo adottate negli algoritmi DIC sono quindi funzioni di {\displaystyle F} e {\displaystyle G} che assumono valori massimi (o minimi) quando {\displaystyle F} e {\displaystyle G} assumono valori uguali o il più possibile simili. La funzione di costo così definita risulta dipendente dal vettore di parametri {\displaystyle \mathbf {p} } e la sua ottimizzazione permette quindi di ricavare gli spostamenti incogniti {\displaystyle u} e {\displaystyle v}.
Storicamente, la tecnica DIC prende il nome dall'utilizzo come funzione di costo dell'array di correlazione incrociata normalizzata ottenuto tra i subset. Nel caso discreto e bidimensionale, tale array di correlazione può essere definito come:
{\displaystyle r_{CC}={\frac {\sum _{(i,j)}(F(x_{i},y_{i})-{\bar {F}})(G(x_{i}^{*},y_{j}^{*})-{\bar {G}})}{\sqrt {\sum _{(i,j)}(F(x_{i},y_{i})-{\bar {F}})^{2}\sum _{(i,j)}(G(x_{i}^{*},y_{i}^{*})-{\bar {G}})^{2}}}}}
dove {\displaystyle {\bar {F}}} e {\displaystyle {\bar {G}}} sono rispettivamente i valori medi delle matrici di intensità {\displaystyle F} e {\displaystyle G} calcolate per i punti appartenenti al subset. La funzione {\displaystyle r_{CC}} così definita assume valori tra 0 e 1, dove il valore 1 definisce la massima correlazione e quindi una perfetta corrispondenza.
Una possibile alternativa alla funzione di correlazione normalizzata è l'impiego di funzioni di costo definite sulla base della differenza quadratica delle funzioni {\displaystyle F} e {\displaystyle G}. In questo caso una comune scelta è la funzione di differenza quadratica normalizzata, definita come:
{\displaystyle r_{LS}=\sum _{(i,j)}\left({\frac {F(x_{i},y_{i})-{\bar {F}}}{\sqrt {\sum _{(i,j)}(F(x_{i},y_{i})-{\bar {F}})^{2}}}}-{\frac {G(x_{i}^{*},y_{i}^{*})-{\bar {G}}}{\sqrt {\sum _{(i,j)}(G(x_{i}^{*},y_{i}^{*})-{\bar {G}})^{2}}}}\right)^{2}}

### Interpolazione sub-pixel
Il procedimento per l'ottenimento del campo di spostamenti presentato impiega la funzione di intensità {\displaystyle F} calcolata nelle coordinate intere {\displaystyle (x_{i},y_{j})} e la funzione {\displaystyle G} calcolata nelle coordinate {\displaystyle (x_{i}^{*},y_{j}^{*})}: queste ultime sono generiche, ossia non necessariamente intere, per via della presenza delle derivate nella loro definizione. Tuttavia le immagini digitali sono tipicamente formate da pixel discreti, ossia definiscono di fatto le mappe {\displaystyle F} e {\displaystyle G} solo per valori discreti di {\displaystyle x_{i}} e {\displaystyle y_{j}}. La valutazione di {\displaystyle G} in punti generici avviene allora comunemente attraverso l'interpolazione dei valori noti. Tale interpolazione permette inoltre di ottenere valori di spostamento non necessariamente di pixel interi, ottenendo di fatto una risoluzione subpixel.
Le funzioni di interpolazione impiegate sono tipicamente spline di quinto ordine, calcolate con algoritmi specifici per ottimizzare la velocità di calcolo.

### Calcolo del campo di deformazione
Il vettore dei parametri {\displaystyle \mathbf {p} } che definisce il movimento di un subset dall'immagine di riferimento a quella deformata, come visto, contiene le derivate spaziali degli spostamenti {\displaystyle u} e {\displaystyle v} rispetto a {\displaystyle x} e {\displaystyle y}, ossia definisce già al suo interno le deformazioni cui il subset è soggetto. La risoluzione del problema di ottimizzazione fornisce quindi teoricamente anche il campo di deformazione.
Tuttavia, a livello pratico le deformazioni così ottenute sono caratterizzate da un elevato rumore per via del processo numerico di differenziazione. L'approccio più comune per il calcolo del campo di deformazione non considera quindi direttamente i valori ottenuti durante la procedura di ottimizzazione della funzione di costo. In alternativa, il campo di deformazione viene ricalcolato a valle del processo di ottimizzazione elaborando con diversi possibili approcci il campo di spostamenti ottenuto.

## Preparazione delle superfici
L'impiego della tecnica DIC presuppone l'utilizzo di immagini che presentino al loro interno variazioni significative di livello di grigio, in modo da rendere possibile e accurata la correlazione. È infatti intuibile come l'analisi di immagini monocromatiche (senza contrasto) non permetta di misurare spostamenti in quanto non è concettualmente e praticamente possibile definire nessun punto di riferimento per il tracciamento del movimento: nel caso specifico dell'argoritmo DIC questo si traduce in un risultato ambiguo, in quanto ciascun subset dell'immagine di riferimento è ugualmente correlato a qualsiasi regione dell'immagine corrente. Al fine di ottenere una buona correlazione le superfici degli oggetti da analizzare devono quindi presentare alcune caratteristiche, in particolare:
- alternare zone cromatiche ad elevato contrasto, in modo da ottenere forti gradienti nei valori di intensità luminosa;
- avere un carattere il più possibile random, in modo da evitare ambiguità nella ricerca delle corrispondenze tra subset.

A livello pratico gli oggetti che non presentano naturalmente una superficie adatta alla correlazione (caso molto comune per pezzi meccanici metallici o strutture civili in calcestruzzo) devono essere preparati con l'applicazione di uno speckle. Si tratta di motivi tipicamente formati da uno sfondo bianco su cui vengono realizzate macchie nere (o viceversa, macchie bianche su sfondo nero) di forma e dimensione variabili in base alla tecnica impiegata per la realizzazione e al tipo di immagini da acquisire. La realizzazione dello speckle può essere effettuata in diversi modi, in base alle esigenze del caso specifico: nel caso di test meccanici macroscopici sono comuni le realizzazioni con spray di vernice o aerografo, oppure l'impiego di stencil che presentano le geometria di speckle desiderata.

## Metodi DIC

### DIC 2D
L'applicazione diretta della tecnica DIC permette di ottenere campi di spostamento e deformazione di superfici nominalmente piane, acquisite con una singola camera. L'ulteriore requisito per la determinazione accurata dei campi di spostamento è che la camera impiegata per l'acquisizione delle immagini sia posizionata con l'asse ottico perpendicolare alla superficie di misura. Inoltre è richiesto che anche durante il suo spostamento o deformazione la superficie di misura resti piana.
Le limitazioni sulla planarità della superficie e sulla posizione della camera sono legate al principio fisico alla base del funzionamento delle camere con ottiche convenzionali. Queste sfruttano sostanzialmente una proiezione centrale (prospettica) per ottenere sul sensore un'immagine 2D dello spazio tridimensionale inquadrato. Le caratteristiche di questo tipo di proiezione fanno sì che oggetti a diversa distanza dal sensore siano proiettati in un'immagine con diversa magnificazione (è lo stesso principio per cui nella visione umana oggetti a distanza maggiore vengono percepiti come più piccoli). L'ultilizzo di superfici non piane o non parallele al sensore della camera (condizione equivalente alla perpendicolarità all'asse ottico) si traduce in regioni dell'oggetto a distanze diverse dal sensore: la tecnica DIC, pur tecnicamente ugualmente funzionante, restituisce allora mappe di spostamenti distorte per via della variazione nella magnificazione.
Un'ulteriore attenzione che deve essere posta nell'utilizzo di immagini per la misura dei campi di spostamento è la presenza di distorsioni ottiche nelle immagini stesse, che modificano la posizione delle proiezioni rispetto al caso ideale. Tali distorsioni possono in genere essere compensate, a patto di conoscerne le caratteristiche. Per questo motivo, le camera impiegate per l'acquisizione delle immagini sono in genere sottoposte a un processo di calibrazione, in cui un oggetto noto viene ripreso: la conoscenza della geometria dell'oggetto e dell'immagine generata dalla camera permette di ottenere le caratteristiche della camera, tra cui i parametri necessari a descrive e compensare le distorsioni.

### DIC 3D
Le limitazioni sulla planarità della superficie di misura possono essere superate impiegando sistemi stereoscopici, formati cioè da due camere poste a distanza nota che inquadrano la stessa regione di interesse. In questo caso sono disponibili per l'analisi una coppia di immagini per ciascuna configurazione dell'oggetto da misurare, ossia una coppia di immagini di riferimento e una o più coppie di immagini deformate. Gli algoritmi DIC sono allora impiegati per ottenere le corrispondenze tra subset in tutte le immagini, sia tra le coppie di immagini riferimento-deformata sia tra le coppie di camera1-camera2. Per ciascuna configurazione deformata, la conoscenza delle corrispondenze dei subset tra la prima e la seconda camera permette attraverso la triangolazione di ricostruire lo spostamento 3D del punto fisico rappresentato dal subset.
L'impiego della tecnica 3D è vincolato alla conoscenza della posizione relativa tra le camera, condizione necessaria per l'operazione di triangolazione. La configurazione delle camere nella pratica è ottenuta attraverso una procedura di calibrazione, che consiste ancora nell'acquisizione con entrambe le camere contemporaneamente di una serie di immagini di un oggetto. La conoscenza della geometria e delle dimensioni del target di calibrazione permette di ricavare la posizione relativa delle camere (parametri estrinseci), in aggiunta ai parametri intrinseci delle singole camera necessari per la compensazione delle distorsioni otiche in modo analogo al caso 2D.

### Digital volume correlation
La Digital volume correlation, frequentemente abbreviata con l'acronimo DVC e talvolta chiamato DIC volumetrica, rappresenta una estensione diretta degli algoritmi DIC 2D in tre dimensioni per ottenere campi di spostamento e deformazione 3D. Questa tecnica differisce dalla DIC 3D in quanto vengono utilizzate immagini intrinsecamente tridimensionali, formate da voxel e non pixel come le immagini convenzionali. L'approccio teorico rimane sostanzialmente lo stesso del caso bidimensionale, tranne per il fatto che viene aggiunta una terza dimensione. Lo spostamento è quindi calcolato dalla correlazione di subset 3D ricavati delle immagini volumetriche di riferimento e ricercati in quelle deformate.
Le immagini volumetriche impiegate nella DVC possono essere ottenute utilizzando la microscopia confocale, la tomografia computerizzata a raggi X, la risonanza magnetica o altre tecniche. In modo analogo alle altre tecniche DIC, le immagini devono mostrare uno speckle 3D ad alto contrasto per garantire una buona correlazione e quindi una misurazione accurata dello spostamento.
Storicamente la tecnica DVC è stata sviluppata per la prima volta nel 1999 per studiare la deformazione dell'osso trabecolare utilizzando immagini di tomografia computerizzata a raggi X. In seguito varie altre applicazioni sono state sviluppate, includendo analisi su materiali granulari, metalli, schiume, compositi e materiali biologici. La DVC è attualmente considerata una delle tecniche migliori per la quantificazione 3D di spostamenti locali, deformazioni e stress nei campioni biologici. Il punto di forza della tecnica è rappresentato dalla non invasività rispetto ad altri metodi sperimentali tradizionali.
Tuttavia rimangono alcune limitazioni, che rappresentano la direzione di studio per l'ulteriore miglioramento della tecnica. Due delle sfide principali sono il l'aumento della velocità e dell'affidabilità della misurazione DVC. Le tecniche di imaging 3D producono infatti immagini più rumorose rispetto alle immagini ottiche 2D convenzionali, con una conseguente riduzione della qualità della misurazione. La velocità di calcolo è invece limitata soprattutto dalle dimensioni dei file di immagini volumetriche, significativamente più grandi delle immagini 2D (ad esempio, un'immagine 2D a 8 bit [1024x1024] pixel ha una dimensione del file di 1 MB, mentre un'immagine voxel 3D a 8 bit [1024x1024x1024] ha una dimensione del file di 1 GB). Questo problema può essere parzialmente compensato utilizzando il calcolo parallelo .

## Standardizzazione DIC
L'ampia diffusione della tecnica DIC ha portato alla nascita dell'International Digital Image Correlation Society (iDICs), composta da membri del mondo accademico, governativo e industriale. L'obbiettivo dell'organizzazione è la formazione e istruzione degli utenti dei sistemi DIC e la standardizzazione della tecnica per applicazioni generali. Fin dalla sua nascita nel 2015, l'organizzazione fornisce indicazioni di riferimento per l'impiego della DIC (ad esempio attraverso la Guida alle buone pratiche) ed è diventata un punto di riferimento per i progressi all'avanguardia nelle applicazioni DIC con le sue conferenze annuali DIC .